# Élections locales écossaises de 2003
Les élections locales écossaises de 2003 se sont déroulées le 1er mai 2003.

## Résultats
| Partis | Partis              | Voix      | Voix  | Voix       | Total des sièges | Total des sièges | Total des sièges |
| Partis | Partis              | Votes     | %     | +/−        | Sièges           | +/−              |                  |
| ------ | ------------------- | --------- | ----- | ---------- | ---------------- | ---------------- | ---------------- |
|        | Travailliste        | 611 843   | 32,6  | 3,7        | 509 / 1222       | 42               |                  |
|        | SNP                 | 451 660   | 24,1  | 4,6        | 181 / 1222       | 23               |                  |
|        | Conservateur        | 282 895   | 15,1  | 1,6        | 122 / 1222       | 14               |                  |
|        | Libéraux-démocrates | 272 057   | 14,5  | 1,9        | 175 / 1222       | 18               |                  |
|        | Indépendants        | 189 749   | 10,1  | 3,0        | 230 / 1222       | 39               |                  |
|        | Autres              | 67 533    | 3,6   | 2,0        | 4 / 1222         | 6                |                  |
| Total  | Total               | 1 875 737 | 100,0 | stagnation | 1222 / 1222      | stagnation       |                  |

### Majorité dans les conseils

Majorité dans les conseils

| Conseil               | Majorité sortante | Majorité sortante | Majorité élue | Majorité élue | Lien      |
| --------------------- | ----------------- | ----------------- | ------------- | ------------- | --------- |
| Aberdeen City         |                   | Travailliste      |               | Sans majorité | Résultats |
| Aberdeenshire         |                   | Sans majorité     |               | Sans majorité | Résultats |
| Angus                 |                   | SNP               |               | SNP           | Résultats |
| Argyll and Bute       |                   | Indépendant       |               | Indépendant   | Résultats |
| Clackmannanshire      |                   | Sans majorité     |               | Travailliste  | Résultats |
| Dumfries and Galloway |                   | Travailliste      |               | Sans majorité | Résultats |
| Dundee City           |                   | Sans majorité     |               | Sans majorité | Résultats |
| East Ayrshire         |                   | Travailliste      |               | Travailliste  | Résultats |
| East Dunbartonshire   |                   | Sans majorité     |               | Sans majorité | Résultats |
| East Lothian          |                   | Travailliste      |               | Travailliste  | Résultats |
| East Renfrewshire     |                   | Sans majorité     |               | Sans majorité | Résultats |
| City of Edinburgh     |                   | Travailliste      |               | Travailliste  | Résultats |
| Falkirk               |                   | Travailliste      |               | Sans majorité | Résultats |
| Fife                  |                   | Travailliste      |               | Sans majorité | Résultats |
| Glasgow City          |                   | Travailliste      |               | Travailliste  | Résultats |
| Highland              |                   | Indépendant       |               | Indépendant   | Résultats |
| Inverclyde            |                   | Travailliste      |               | LibDem        | Résultats |
| Midlothian            |                   | Travailliste      |               | Travailliste  | Résultats |
| Moray                 |                   | Indépendant       |               | Indépendant   | Résultats |
| Na h-Eileanan Siar    |                   | Indépendant       |               | Indépendant   | Résultats |
| North Ayrshire        |                   | Travailliste      |               | Travailliste  | Résultats |
| North Lanarkshire     |                   | Travailliste      |               | Travailliste  | Résultats |
| Orkney                |                   | Indépendant       |               | Indépendant   | Résultats |
| Perth and Kinross     |                   | Sans majorité     |               | Sans majorité | Résultats |
| Renfrewshire          |                   | Travailliste      |               | Travailliste  | Résultats |
| Scottish Borders      |                   | Sans majorité     |               | Sans majorité | Résultats |
| Shetland              |                   | Indépendant       |               | Indépendant   | Résultats |
| South Ayrshire        |                   | Travailliste      |               | Sans majorité | Résultats |
| South Lanarkshire     |                   | Travailliste      |               | Sans majorité | Résultats |
| Stirling              |                   | Sans majorité     |               | Travailliste  | Résultats |
| West Dunbartonshire   |                   | Travailliste      |               | Travailliste  | Résultats |
| West Lothian          |                   | Travailliste      |               | Travailliste  | Résultats |